# Педемонте
Педемо̀нте (на италиански и на венециански: Pedemonte) е село и община в Северна Италия, провинция Виченца, регион Венето. Разположено е на 446 m надморска височина. Населението на общината е 774 души (към 2015 г.).